# Никола Костадинов
Никола Костадинов е български революционер, деец на Вътрешната македоно-одринска революционна организация.

## Биография
Никола Костадинов е роден в югозападномакедонския град Ресен, тогава в Османската империя. В 1892 година завършва със седмия випуск Солунската българска мъжка гимназия. Завръща се в Ресен. Влиза във ВМОРО и заедно с Петър Стрезов и Трайче Доревски е сред първите членове на Ресенския комитет на ВМОРО.
По-късно емигрира в Свободна България.